# Zagłoba (herb szlachecki)
Zagłoba (Zagroba) – polski herb szlachecki.

## Opis herbu

Zagłoba II

W polu błękitnym podkowa srebrna barkiem ku górze przeszyta w słup srebrną szablą o złotej rękojeści. W klejnocie skrzydło orle srebrne, przeszyte w pas srebrną strzałą, obrócone w prawo.
Herb Zagłoba posiada odmianę – w błękitnym polu srebrna podkowa, barkiem do góry, przeszyta dwoma srebrnymi strzałami skrzyżowanymi w skos, wewnątrz podkowy, o grotach ku górze. W klejnocie, nad koroną, skrzydło orle czarne, przeszyte srebrną strzałą w pas, w lewą obrócone.

## Najwcześniejsze wzmianki
Pierwsza zapiska sądowa z 1420 roku. Najstarsza zachowana pieczęć z 1466 roku Mikołaja biskupa kamienieckiego. Są wzmianki, że herb Zagłoba wywodzi się z herbu Jastrzębiec i jest związany z powstaniem herbu Pobóg.